# Leptasterias insolens
Leptasterias insolens är en sjöstjärneart som beskrevs av Alexander Michailovitsch Djakonov 1938. Leptasterias insolens ingår i släktet Leptasterias och familjen trollsjöstjärnor. Inga underarter finns listade i Catalogue of Life.